# Jakub Čech (zvukař)
Jakub Čech (* 24. dubna 1973 Praha) je český filmový zvukař, šestinásobný držitel Českého lva, a cestovatel.
Pochází z Prahy. V dětství a mládí se aktivně věnoval skautingu, později hudbě (bigbítu), nicméně vystudoval zvukovou tvorbu na FAMU. První filmem, na němž pracoval samostatně jako zvukař, byli Samotáři. Od té doby spolupracuje zejména s režiséry Janem Svěrákem, Davidem Ondříčkem, Ivanem Zachariášem a Václavem Marhoulem, pracoval na několika desítkách filmů a byl mnohokrát nominován na cenu Český lev v kategorii Nejlepší zvuk. Vítězem se stal šestkrát s filmy Grandhotel (2006), Tobruk (2008), 3 sezóny v pekle (2009), Kuky se vrací (2010), Ve stínu (2011) a Po strništi bos (2017).
Ve 40 letech na radu lékařů změnil svůj životní styl včetně životosprávy. Začal se věnovat cestování, především dálkovým pochodům, o nichž si vede cestovatelský blog. Mimo jiné v roce 2016 ušel 4200 km dlouhý Pacific Crest Trail a v roce 2018 4500 km dlouhý Continental Divide Trail. Zápisky z těchto cest byly vydány knižně.